# Kap Farvel
Das Kap Farvel (grönländisch Nunap Isua, englisch Cape Farewell, historisch niederländisch Statenhuk) ist ein Kap in Grönland. Es wird üblicherweise als südlichster Punkt Grönlands bezeichnet, tatsächlich liegen südlich jedoch noch einige bis zu mehrere Hektar große Inselchen.

## Lage

Kap Farvel als einer der vier Extrempunkte Grönlands

Kap Farvel ist die Südspitze der großen Insel Itilleq (Eggers Ø). Mit 59° 46′ nördlicher Breite gilt es als südlichster Punkt Grönlands und damit als einer der vier Extrempunkte neben Kap Alexander im Westen, Kap Morris Jesup im Norden und Nordostrundingen im Osten. Noch weiter südlich liegen einige kleine Inseln, von denen Uummannaq knapp 3′ weiter südlich als das Kap Farvel liegt. 0,5 km nördlich des Kaps befindet sich der Berg Uummannarsuaq, dessen Name deshalb Teils auch als grönländische Bezeichnung für das Kap Farvel genutzt wird, während dieses eigentlich offiziell Nunap Isua („Ende des Landes“) heißt. Das Kap liegt etwa auf demselben Breitengrad wie Oslo und etwas südlicher als Helsinki und St. Petersburg. Die Südspitze Grönlands trennt im Atlantischen Ozean die Labradorsee im Westen von der Irmingersee im Osten.

## Geschichte
Im Jahr 1585 fuhr der englische Seefahrer John Davis nach Grönland. Ende Juli passierte er die Südspitze Grönlands und nannte sie später Cape Farewell („Kap Lebwohl“), was später ins Dänische zu Kap Farvel übersetzt wurde. Durch holländische Walfänger war um 1700 die Bezeichnung Statenhuk geprägt worden.
Obwohl das Kap selbst unbewohnt ist und sich auch keine Spuren menschlicher Besiedelung dort finden lassen, hat sich der Name auf die gesamte Region Südgrönlands ausgeweitet, bis hin zum etwa 50 km nördlich gelegenen Prins Christian Sund. In dieser Region trafen im 19. Jahrhundert Kitaamiut und Tunumiit aufeinander und bildeten so eine ethnische Untergruppe mit dem stark ostgrönländisch geprägten Kap-Farvel-Dialekt, der der am stärksten abweichende Dialekt der südgrönländischen Dialektgruppe des Grönländischen ist. Die nach Südgrönland gewanderten Tunumiit wurden vor allem in der 1824 durch Konrad Kleinschmidt gegründeten Herrnhuter Missionsstation Friedrichsthal in Narsarmijit aufgenommen.
Im Winter sinken die Temperaturen am Kap Farvel besonders stark. Zudem werden im Dezember und Januar Eismassen aus Ostgrönland nach Süden getrieben, wo sie bis zum Sommer verbleiben. Die klimatischen Verhältnisse sorgen somit durch Stürme und Treibeis für besondere Gefahr für die Schifffahrt. In einer der größten grönländischen/dänischen Schiffskatastrophen sank auf seiner Jungfernfahrt am 30. Januar 1959 das als unsinkbar geltende Flaggschiff der dänischen Grönlandflotte, die Hans Hedtoft, am Kap Farvel in einem Sturm im vereisten Meer, wobei alle 95 Menschen an Bord zu Tode kamen.